# Igor Nenezić
Igor Nenezić, slovenski nogometaš, * 23. marec 1984, Kranj.
Nenezić je profesionalni nogometaš, ki igra na položaju vratarja. Od leta 2023 je član slovenskega kluba Jadran Dekani. Ped tem je igral za slovenske klube Triglav Kranj, Primorje, Koper in Izola ter iranski Rah Ahan. Skupno je v prvi slovenski ligi odigral 154 tekem. S Koprom je osvojil naslov državnega prvaka v sezoni 2009/10 in SuperPokal leta 2010. Bil je tudi član slovenske reprezentance do 17, 20 in 21 let.